# 크로토닐-CoA
크로토닐-CoA(영어: crotonyl-CoA) 또는 크로토닐 조효소 A(영어: crotonyl coenzyme A)는 뷰티르산의 발효 및 라이신과 트립토판의 대사 과정에서의 대사 중간생성물이다. 크로토닐-CoA는 지방산과 아미노산의 대사 과정에서 중요하다.

## 같이 보기
- 크로톤산
- 글루타릴-CoA 탈수소효소